# NGC 2976
NGC 2976 es una de las galaxias más pequeñas del grupo M81, situada a unos 1deg 20 'al suroeste de M81. Se trata de una galaxia espiral peculiar de tipo Sd/P, peculiar por la estructura caótica interior con muchos senderos oscuros y condensaciones estelares en su disco - a veces también como Sd/P, ya que sus brazos espirales son difíciles de rastrear. La parte brillante interior de este disco parece tener un borde definido. Estas distorsiones son el resultado de las interacciones gravitatorias con sus vecinos, en particular, M81 similares a los de M82. 
NGC 2976 fue descubierta por William Herschel el 8 de noviembre de 1801, y catalogada como H I.285.

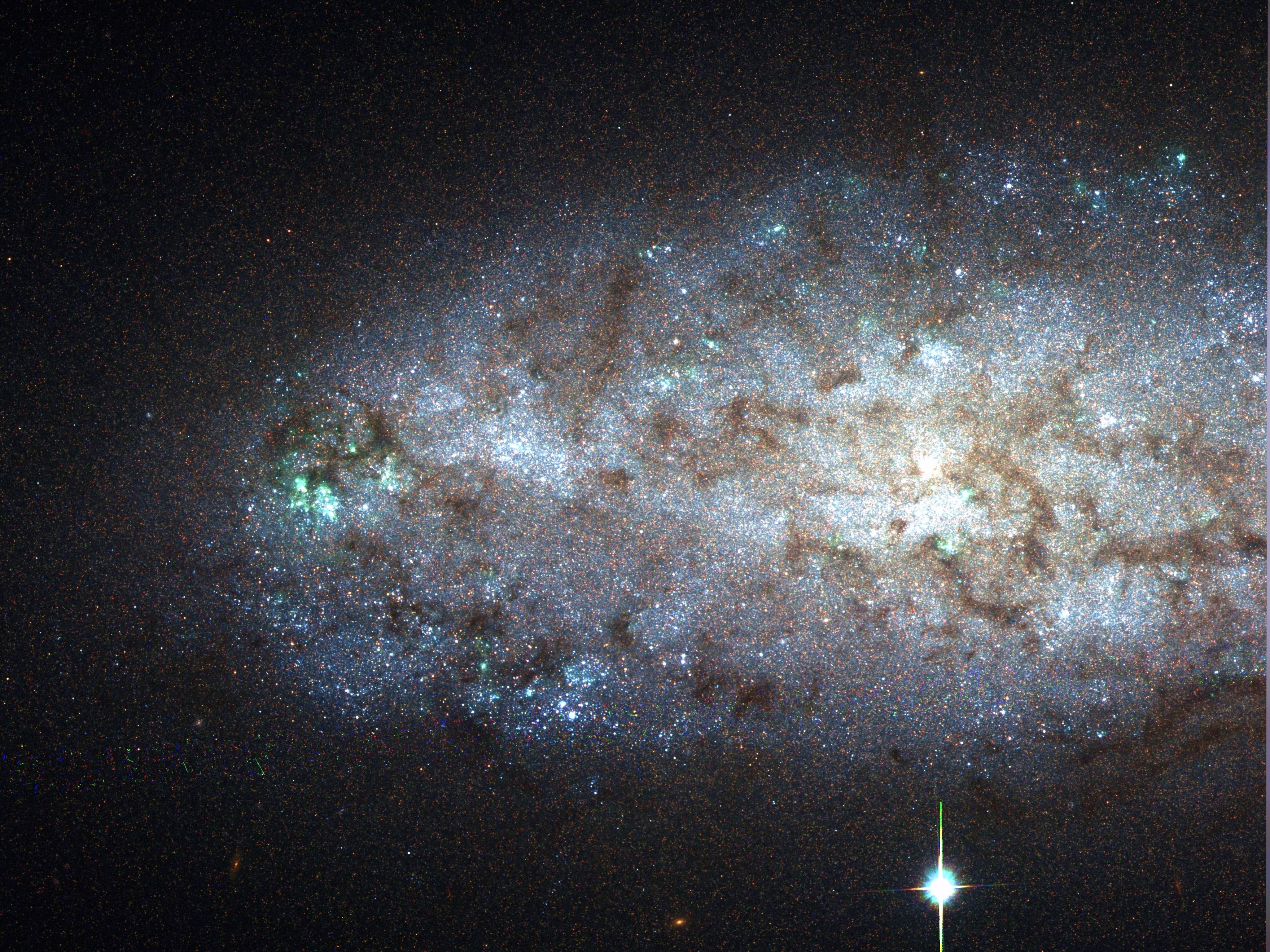
Imagen del Hubble
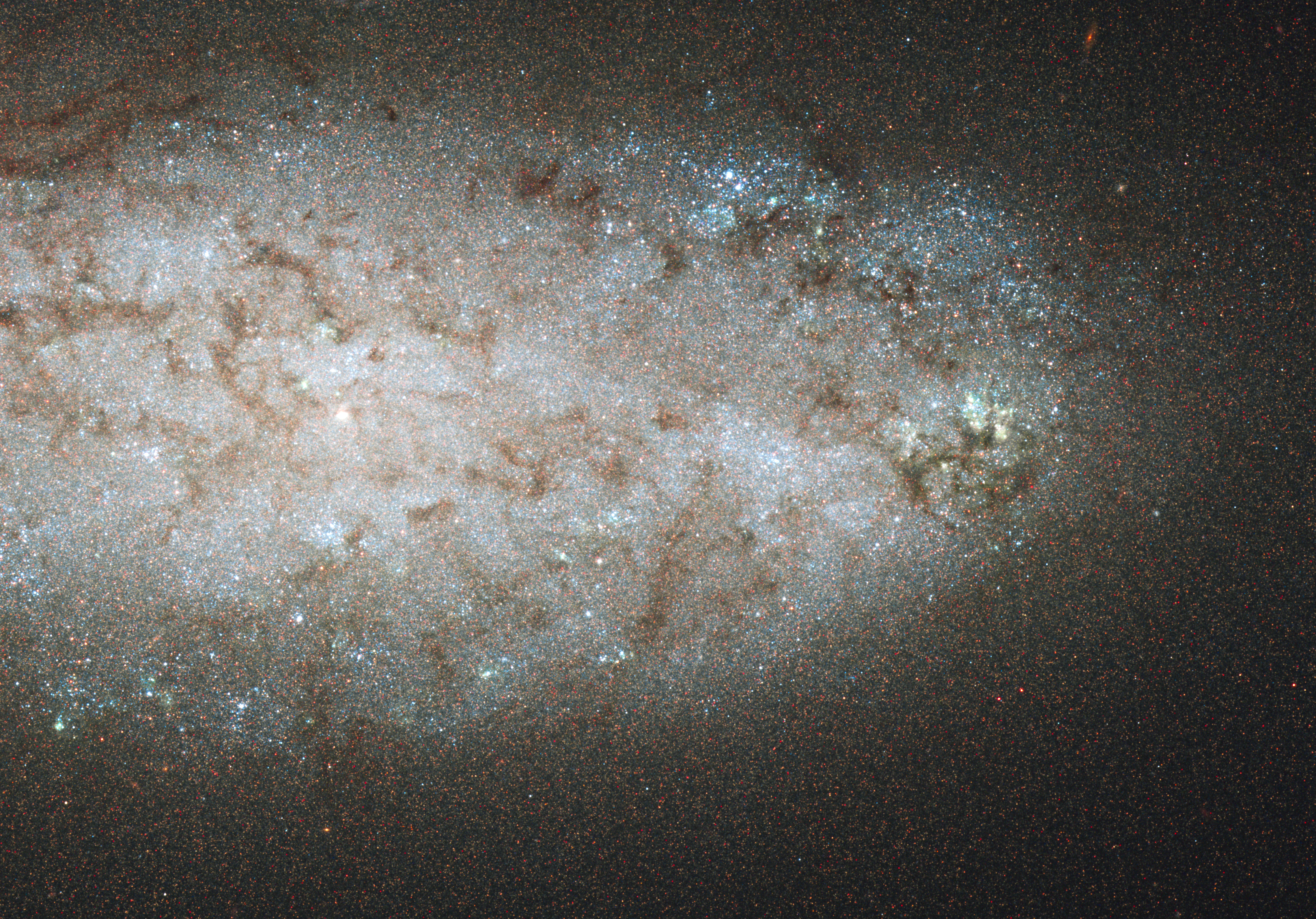
Otra imagen del Hubble